# Аметропія
Аметропія (грец. Ἄμετρος «невідповідних» + ὄψ, род.п. ὀπός «очей») — це зміна заломлювальної здатності людського ока, наслідком якого є те, що задній фокус ока не потрапляє на сітківку при розслабленні м'яза акомодації.

## Опис
Людське око влаштоване так, що світлові промені, проходячи крізь кришталик, рогівку й склоподібне тіло, заломлюються й з'єднуються на поверхні сітківки. А за допомогою зорових шляхів ми бачимо чітке зображення навколишнього світу. Однак існує безліч різних розладів органів зору, аж до злоякісних новоутворень.
Серед усіх захворювань найпоширеніше аметропія. Під цією назвою мається на увазі порушення рефракції (заломлювальної сили) ока. Простою мовою, в оці з аметропією фокусування зображення відбувається або перед, або за сітківкою, через що, замість чіткого предмета видно розмиту пляму.
Головні різновиди аметропії — це короткозорість (міопія) і далекозорість (гіперметропія). У разі короткозорості, промені від далекого предмета сходяться перед сітківкою, а далі розходяться.
Так, розташований далеко предмет не видно, а той, що знаходиться поблизу, на певній відстані — видно. З точністю до навпаки відбувається в оку з короткозорістю. Ця гранична відстань, на якій зберігається хороша видимість, називається слушною точкою ока.
Якщо паралельний пучок світла від віддалених предметів фокусується перед сітківкою, то таке око називається короткозорим, або міопічним.
Якщо промені від віддалених предметів сходяться за сітківкою, то говорять про далекозорість, або гіперметропію.
Також до аметропії відносять астигматизм, обумовлений різницею заломлювальної сили перетинів кришталика й/або рогової оболонки ока.
Якщо є значна різниця (більше 3D) в рефракції очей (анізометропія), то бінокулярний зір робиться майже неможливим.
Рефракція ока — процес заломлення світлових променів в оптичній системі ока. Оптична система ока доволі складна, вона складається з декількох частин: рогівки, вологої передньої камери, кришталика і склоподібного тіла.
Світло, проходячи крізь усі складники оптичної системи ока, потрапляє на сітківку— внутрішню оболонку ока, клітини якої перетворюють частки світла на нервові імпульси, завдяки яким в головному мозку людини утворюється зображення. Рефракцію ока вимірюють в діоптріях— це одиниці виміру заломлювальної сили лінзи.
Аметропія — це порушення рефракції очного яблука, що відзначається збоями у фокусуванні світлових променів на сітківці ока. У нормі, світлові промені фокусуються на сітківці, коли ж фокус збивається, то даний процес відбувається за сітківкою або перед нею. Внаслідок цього людина бачить навколишній світ зі спотвореннями, розмито і нечітко.
Дана офтальмологічна патологія зустрічається дуже часто у людини, незалежно від статевої приналежності і віку. Існує кілька різновидів такого захворювання, яке діагностується при огляді офтальмологом.

##### Важливо
Залежно від ступеня і різновиду недуги, можуть проводитися терапевтичні заходи, виписуватися лінзи, краплі. Методи підбираються індивідуально, не відкидається використання хірургічної корекції.
Основним симптомом є погіршення зору. Конкретні скарги залежать від того, яка саме форма аметропії почала розвиватися. Людина втрачає здатність чітко бачити вдалину, відчуває складнощі при читанні дрібного тексту, бачить навколишні предмети злегка розмитими.
Саме це змушує її звернутися до лікаря для точної діагностики. Прогноз лікування сприятливий— є можливість нормалізувати наявні порушення зорового сприйняття.
Альвар Гульстранд в своїй схемі оптики ока, приписав кожному його параметру середнє, з виміряних або іншим шляхом знайдених значень цього параметра для реальних людських очей. Параметри очей у кожної людини можуть дуже відрізнятися від зазначених в схемі. Наприклад, довжина ока може бути і більшою, і меншою, однак таке незначне відхилення зовсім необов'язково призводить до погіршення зору.
Довше око може володіти меншою оптичною силою, а більш коротке — більшою. У підсумку цього, чітке зображення віддалених предметів може у всіх випадках потрапляти на сітківку і забезпечувати їх добру видимість.
У цих випадках зміни параметрів врівноважують один одного, очі залишаються пропорційними або, вживаючи прийнятий термін, аметропічними.

#### Вирізняють наступні причини виникнення захворювання
- всілякі травми очей;
- спадкова схильність;
- запальні процеси;
- перевантаження очей;
- неправильний догляд за очима;
- неправильне харчування;
- недолік світла.

## Симптоматика
До симптомів порушення зору відносять такі:
- очі швидко втомлюються;
- виникає двоїння в очах;
- дитина дивиться на предмети зблизька, а на далекі не звертає уваги або навпаки;
- розмиття контурів предмета;
- головні болі через перенапруження зору;
- нудота, закачує у транспорті.

Вся вищеперелічена симптоматика вимагає негайного реагування і проведення відповідних заходів для поліпшення і нормалізації зору.

## Діагностика
Аметропія діагностується за допомогою спеціальних офтальмологічних досліджень.
До них належать:
- Візометрія — визначення гостроти зору за допомогою буквеної таблиці.
- Автоматична рефрактометрія — визначення форми аметропії за допомогою рефрактометра.
- Офтальмометрія — дослідження кривини рогівки і її заломлювальної сили.
- Пахіметрія — ультразвукове дослідження товщини рогівки ока;
- Біомікроскопія ока — метод діагностики за допомогою щілинної лампи — спеціального офтальмологічного мікроскопа, що сполучається з освітлювальним приладом;
- Скіаскопія — метод визначення рефракції ока, заснований на спостереженні за рухом тіней в області зіниці при освітленні ока світлом, відбитим від дзеркала;
Перевірка зору на фороптера — визначення рефракції за допомогою особливого приладу — фороптера;
- Комп'ютерна кератотопографія — метод дослідження стану рогівки за допомогою лазерних променів;
- Офтальмоскопія — дослідження очного дна за допомогою спеціального дзеркала — офтальмоскопа. Нескладне у виконанні, але дуже інформативне дослідження. Дозволяє оцінити стан сітківки, диска зорового нерва, судин очного дна;
- Підбір відповідних лінз.

## Лікування
Для усунення аметропії застосовують своєчасне призначення окулярів й контактних лінз. При короткозорості — з негативними, при далекозорості — з позитивними лінзами. Для виправлення астигматизму виготовляють циліндричні лінзи.